# Biblioteca Geral da Universidade de Coimbra
A Biblioteca Geral da Universidade de Coimbra é a biblioteca central da Universidade de Coimbra, na cidade de Coimbra, em Portugal. 

## Histórico
Já antes da transferência definitiva da Universidade - fundada originalmente em Lisboa - para Coimbra em 1537, havia uma biblioteca local em operação, chamada Livraria de Estudo, cujo funcionamento se regulou através de diversos estatutos, dentre os quais os de 1591, 1597 e 1653. Desde o século XVI, os fundos da Biblioteca se enriquecem com doações e aquisições de variados conjuntos bibliográficos, destacando-se a compra de valiosos livros em Flandres pelo livreiro e impressor Pedro Mariz.
No reinado de D. João V de Portugal, assistiu-se a um momento de esplendor com a construção de um magnifício prédio próprio, a Biblioteca Joanina. A Reforma Pombalina da Universidade em 1772 implicou a criação de bibliotecas especializadas, dedicadas fundamentalmente ao estudo das ciências exatas.
As invasões napoleónicas e as guerras civis do século XIX representaram obstáculos à Universidade e a sua Biblioteca. No século XX, durante as obras da Cidade Universitária, as instalações da antiga Faculdade de Letras foram adaptadas para uma nova biblioteca (o Edifício Novo), que passou a funcionar em 1962. Além disso, os fundos da Biblioteca experimentaram um aumento e uma melhora significativa. 
Deste modo, a Biblioteca Geral divide-se em dois edifícios: o da Biblioteca Joanina, de grande riqueza ornamental e decorativa, que abriga um acervo de livros e documentos anteriores a 1800, e o Edifício Novo, que reúne aproximadamente um milhão de títulos em 7 mil m².